# Георги Палеолог (†1199)
Георги Палеолог (на средногръцки: Γεώργιος Παλαιολόγος, †1199) е византийски аристократ и офицер от края на XII век – един от организаторите и извършителите на преврата срещу император Исак II Ангел, извършен през 1195 г.
Инфромацията за произхода и живота на Георги Палеолог е изключително оскъдна. Никита Хониат посочва, че през април 1195 г. той е едно от главните действащи лица на преврата срещу Исак II Ангел, извършен в Кипсела, където императорът, готвещ се за поход срещу българите, бил ослепен и заменен от брат си Алексий III Ангел. Останалите участници в заговора били Теодор Врана, Йоан Петралифа, Константин Раул и Михаил Кантакузин – всички те – роднини на императора. Изхождайки от тази информация, френските изследователи Жан-Пол Шейне и Жан-Франсоа Вание допускат възможността Георги Палеолог да е бил брат на генерала Андроник Палеолог, който е посочен като зет на император Исак II Ангел през 1191 г. – вероятно съпруг на негова племенница или братовчедка.
През пролетта на 1199 г. Алексий III изпраща в Тракия войски начело с протостратора Мануил Камица, които да завладеят земите, отцепени от Иванко. В подкрепление на протостратора императорът изпратил и двамата си зетьове – Алексий Палеолог и Теодор Ласкарис. Участие в похода взел и Георги Палеолог, който намерил смъртта при обсадата на крепостта Кричим, където загинали и други роднини на императора.